# Kay Lee Ray
Kayleigh Rae (Paisley (Schotland), 11 augustus 1992), beter bekend als Alba Fyre en Kay Lee Ray, is een Schots professioneel worstelaar die sinds 2019 actief is in de World Wrestling Entertainment.
Rae begon haar worstelcarrière in het onafhankelijke worstelcircuit, met name voor het Schotse Insane Championship Wrestling (ICW). Ze is 3-voudig ICW Women's Champion. In 2017 nam ze deel aan de Mae Young Classic-toernooi en bekwam vanaf 2019 onder contract bij WWE. Ze debuteerde voor NXT UK en bekwam een voormalige en meteen de langst regerende NXT UK Women's Champion, met name 649 dagen. Tevens is ze nog een voormalige NXT UK Women's Tag Team Champion, die later geünificeerd werd met het WWE Women's Tag Team Championship.
Rae kwam tevens kort uit voor Total Nonstop Action Wrestling (TNA), maar boekte geen groot succes.

## Privé
In juli 2021 trouwde Rae na een 13-jarige relatie met professioneel worstelaar. Stevie Boy.

## Prestaties
- What Culture Pro Wrestling/Defiant Wrestling
  - Defiant Women's Championship (1 keer)[3]
- Insane Championship Wrestling
  - Fierce Females/Scottish Women's Championship (1 keer)[3]
  - ICW Women's Championship (3 keer)[3]
  - Queen of Insanity (2019)
- Pro-Wrestling: EVE
  - Pro-Wrestling: EVE Championship (1 keer)[6]
- Pro Wrestling Illustrated
  - Gerangschikt op #18 van de top 100 vrouwelijke worstelaars in de PWI Women's 100 in 2020[7]
  - Gerangschikt op #17 van de top 100 vrouwelijke worstelaars in de PWI Women's 100 in 2021[7]
- Shimmer Women Athletes
  - ChickFight Tournament (2015)
- Southside Wrestling Entertainment
  - Queen of Southside Championship (3 keer)[3]
  - SWE Speed King Championship (1 keer)[3]
- World of Sport Wrestling
  - WOS Women's Championship (1 keer)[3]
- World Wonder Ring Stardom
  - 5★Star GP Award (1 time)
    - 5★Star GP Technique Award (2016)
- WWE
  - NXT UK Women's Championship (1 keer)[3]
  - NXT Women's Tag Team Championship (1 keer, laatste) – met Isla Dawn[3]
  - Women's Dusty Rhodes Tag Team Classic (2022) – met Io Shirai
  - Ranked No. 48 of the top 50 Greatest WWE Female Superstars of all time (2021)